# Ángel Peralta
Ángel Peralta Pineda (La Puebla del Río, 18 de março de 1926 - Sevilha, 7 de abril de 2018) foi um toureiro e escritor espanhol.
Faleceu vítima de problema cardíaco aos 93 anos.

## Obras publicadas
- Caballo torero (1971)
- Cucharero
- Mi sueño con el Pájaro y el Toro (1995)
- El centauro de las marismas